# Linnerup Kirke
Linnerup kirke ligger i Linnerup Sogn, i det tidligere Vrads Herred Skanderborg Amt, nuværende Hedensted Kommune, Region Midtjylland. Kirken var muligvis viet til Sankt Peter i middelalderen. Kirken blev opført i romansk tid med blev næsten nybygget i forbindelse med en restaurering i 1866, da skibet blev nedrevet og genopbygget af de gamle materialer, ved denne ombygning blev skibet forlænget mod vest. Koret blev skalmuret med små mursten i 1880. Kirken var oprindelig en kvaderstenskirke opført over skråkantsokkel, det tilmurede vindue i østgavlen er den eneste bevarede detalje. Tårnet blev opført i 1866.
Koret fik indbygget krydshvælv i sengotisk tid, korbuen er ombygget men er stadig rundbuet og har nederst bevaret kvaderstensvangerne, skibet har fladt træloft fra ombygningen i 1866. I korhvælvet har man afdækket sengotiske kalkmalerier af den såkaldte Liljemester, der nærmest må opfattes som en fællesbetegnelse for jyske håndværksmalere i begyndelsen af 1500-tallet, den noget skematiske lilje nederst i hvælvkapperne ses i mange jyske kalkmaleridekorationer fra denne periode. I østkappen ses en noget naiv fremstilling af Livshjulet med de fire konger, der vil blive konge, er konge, har været konge og engang var konge, et Memento Mori (:husk du skal dø) om livets forgængelighed, desuden ses skematisk udførte rosetter. Kalkmalerierne blev restaureret af E. Lind i 1961. Den kalkmalede dekoration på triumfvæggen er udført af Johan Thomas Skovgaard i 1924, motiver er "Ligesom en hjort skriger efter vand," omkring korbuen står to hjorte, der drikker af vandet som udstrømmer fra korset over korbuen. Altertavlen er en kopi efter Bloch fra 1893. Prædikestolen er fra omkring 1600. En Mariafigur fra en sengotisk krucifiksgruppe er opsat på skibets vestvæg.
Den romanske granitfont har glat kumme med tovsnoning omkring mundingsranden, den firkantede fod har kraftige hjørneudsmykninger.

## Eksterne kilder og henvisninger
- Wikimedia Commons har flere filer relateret til Linnerup Kirke
- Hideko Bondesen på nordenskirker.dk Arkiveret 4. oktober 2007 hos  Wayback Machine
- Linnerup Kirke hos KortTilKirken.dk
- Linnerup Kirke hos danmarkskirker.natmus.dk (Danmarks Kirker, Nationalmuseet)